# Мейриг ап Теудриг
Мейриг ап Теудриг (валл. Meurig ap Tewdrig) — король Гвента. Он был сыном предыдущего властителя Гвента - Теудрига - короля-мученика и его жены Хенфин, дочери, предположительно Кинварха, короля Регеда.

## Биография
Мейриг родился либо в 467 году, либо в 487 году и возможно был все еще жив в 562 году.
Мейриг ап Теудриг стал правителем Гвента и Гливисинга после отречения своего отца Теудрига Святого, ушедшего в монастырь. Дата отречения короля Теудрига неизвестна. Неизвестна и точная дата смерти отца Мейрига: историки называют различные возможные даты этого события — 470, 527, 577 или 610 год. На основании этих данных правление Мейрига ап Теудрига датируется широким диапазоном времени от второй половины V века до начала VII века.
Король Мейриг восстановил единство Гвента и Эргинга, женившись на Онбраусте, дочери Гургана Великого. После смерти Гургана Эргинг перешёл к его внуку, сыну его дочери и Мейрига Артуису. Родственники Мейрига не оказывали никакого сопротивления его территориальной экспансии.
Мейриг ап Теудриг много воевал с соседями-саксами. С именем Мейрига и его отца Теудрига Святого связано одно из важнейших событий в ранней валлийской истории — битва при Тинтерне, произошедшая в VI веке. В ней войска южного Уэльса одержали победу над англосаксами, остановив их экспансию и определив границу по Уаю. Во время одного из набегов саксов для помощи сыну Теудриг вернулся из монастыря, но вскоре был смертельно ранен в одном из сражений..
Своих трёх дочерей — Гвенонви, Анну и Афреллу — Мейриг выдал замуж за трёх сыновей короля Арморики Будика II, Гвиндафа, Амуна и Умбрафела соответственно. Согласно же другим источникам, они были его двоюродными братьями и сыновьями Будика I, или же они не были его дочерьми.
Он отрекся от престола как государь, в пользу своего сына Атруиса, но вернулся на трон в свои последние годы жизни. В Книге из Лландафа, он упоминается вместе с внуками Ителом и Морганом, без их отца — своего сына — Атруиса, как живущие в годы епископства Эутогуи, который умер около 615 года. При последующих епископах Мейриг не упоминается как живой, что позволяет предположить его смерть до 615 года. Возможно умер в 575 году.
Мейриг ап Теудриг был похоронен в соборе Лландаффа, покровителем которого являлся при жизни.
Некоторые исследователи считают Мейрига прообразом легендарного Утера Пендрагона, имя которого, означающее в переводе «Прекрасный командир», возможно, было эпитетом Мейрига, а его сына Артуиса — соответственно, прообразом короля Артура..